# 雲井川弁太夫
雲井川 弁太夫（くもいがわ べんだゆう、生没年未詳）は、備中国（現在の岡山県）出身で安永年間の大相撲力士。最高位は関脇。所属部屋は不明。
安永2年(1773年)冬場所、小結に付け出され、3勝0敗4休1無勝負の優勝相当成績だった。次の安永3年(1774年)春場所、関脇に上がって1勝3敗4休だったのを最後にたった2場所で引退した。

## 主な成績
- 幕内成績：4勝3敗8休1無勝負
- 幕内在位：2場所
- 三役在位：2場所（関脇1場所、小結1場所）

| 1773年 | x                 | 東小結 3–0–4 1無 |
| 1774年 | 東関脇 引退 1–3–4 | x                |
| 各欄の数字は、「勝ち-負け-休場」を示す。 優勝 引退 休場 十両 幕下 三賞：敢=敢闘賞、殊=殊勲賞、技=技能賞 その他：★=金星 番付階級：幕内 - 十両 - 幕下 - 三段目 - 序二段 - 序ノ口 幕内序列：横綱 - 大関 - 関脇 - 小結 - 前頭（「#数字」は各位内の序列） |                   |                  |